# Euxoa boursini
Euxoa boursini là một loài bướm đêm trong họ Noctuidae.